# Берёзовка (Одесская область)
Берёзовка (укр. Березівка) — село, относится к Балтскому району Одесской области Украины.
Население по переписи 2001 года составляло 261 человек. Почтовый индекс — 66140. Телефонный код — (4866). Занимает площадь 2,920 км². Код КОАТУУ — 5120684402.

## Местный совет
66143, Одесская обл., Балтский р-н, с. Обжилое